# Federico Moura
Federico José Moura Oliva (La Plata, 23 de outubro de 1951 - Buenos Aires, 21 de dezembro de 1988) foi um músico, cantor, compositor, produtor e designer de roupas argentino, considerado um dos mais influentes e reconhecidos músicos do rock da língua espanhola e uma lenda do rock latino-americano.
Líder de Virus, banda de rock fundamental dentro do estilo musical new wave dos anos 1980 na América do Sul. Teve um papel importante dentro da música popular, já que sua banda deu uma abertura para outros estilos, e incorporou a eletrônica e letras camufladas em suas canções de rock.

## Biografia
O quarto de seis irmãos, nasceu em La Plata, filho de Pico Moura, um advogado especialista em direito civil, e Velia Oliva, professora e pianista amadora. O mais velho dos irmãos, João, era membro do Exército Revolucionário do Povo e foi sequestrado durante a ditadura militar, em 1977 e, desde então está desaparecido. Desde pequeno, Federico mostrou interesse pela música, e aos quatro ou cinco anos aprendeu os acordes de guitarra e piano. Sua primeira experiência artística transcorreu em plena adolescência, com o grupo Dulcemembriyo, com o que chegou a realizar algumas turnês pela América Latina, na função de baixista, depois fez parte de As Violetas e Marabunta.
Moura estudou na escola anexa dependente da Universidade Nacional de La Plata, onde cursou os estudos primários e de jovem praticou rugby em La Plata Rugby Clube, tal como os seus outros irmãos. Além disso, era apaixonado pelo atletismo e voleibol de praia. Terminou o ensino médio no Colégio Nacional de La Plata.
Militou no siloísmo, corrente político-filosófica fundada por Mario Rodríguez Cobos, alias Silo, origem do que hoje é o Movimento Humanista, onde jogou seu irmão Jorge, que logo se envolveria na Juventude do PTR.
Em busca de novos desafios, contou com a arquitetura, junto com seu irmão Jorge e a moda de vanguarda durante a década de 1970; a fim de que esta foi convocado para ocupar a voz líder do conjunto new wave Rígido, que integravam seus irmãos Julho (guitarrista) e Marcelo (tecladista), além de Henrique Muguetti (baixista) e os irmãos Ricardo (segundo guitarrista) e Mario Serra (baterista). Com o mesmo repertório, mas já com o nome definitivo de Virus e que nasce entre as fusões Das Violetas e Marabunta;, a banda teve sua estréia oficial em 11 de janeiro de 1981.

Moura (ao centro) com Virus em 1985.

Federico liderou essa formação musical dos discos tais como Wadu Wadu (1981), Recrudesce (1982), Furo interno (1983), Relaxamento (1984), Loucura (1985), Virus Vivo (1986) e Superfícies de prazer (1987), em uma carreira ascendente, marcada pelo sucesso na Argentina, Chile, Paraguai e Peru, alcançando mais de quatrocentas mil cópias vendidas, sem incluir posteriores reedições digitais. Também teve uma participação decisiva na profissionalização do grupo Soda Stereo, o que lhe produziu seu álbum de estreia, em 1984.
Hedonistas, provocação e ambíguas, com letras sensuais e ritmos dançantes, muitas das canções incluídas nesses discos estes dias são consideradas verdadeiras peças clássicas do rock argentino: "Pecado para dois" "Wadu Wadu", "146", "testador", "você Tem que sair do buraco interior", "o Que faço em Manila?", "Amor descartável", "Eu posso programar", "Pronta entrega", "disfarce", "Uma lua-de-mel na mão", "Imagens pagãs", "Olhar Speed" e "Superfícies de prazer", entre outras, representam um notável testemunho do destape musical que chegou a Buenos Aires dos anos 80, da mão do renascer democrático.
No início de 1987, no melhor momento de sua carreira musical, Moura, recebeu a notícia de que estava infectado de HIV. Apesar dos maus presságios, reuniu forças para conseguir que o Virus continue trabalhando em uma nova produção, agora ao lado de seu irmão Marcelo, como cantor, enquanto ele decidiu iniciar a gravação de um disco solo que jamais chegaria a completar e que ainda hoje permanece inédito. Seu último registro oficial são as músicas folclóricas "A mim me dizem o bobo" e "Em Atamisqui", incluídas na coletânea Grito no céu (1988). Este projeto, organizado pela musicóloga tucumana Leda Valladares, conseguiu reunir diferentes artistas, de diferentes gêneros, para resgatar antigas coplas, vidalas e bagualas do noroeste argentino.
Após o último show no Teatro Fênix, do bairro portenho de Flores, em 21 de maio de 1988, Federico Moura optou por se afastar discretamente os meios para transitar os tempos mais graves da doença. Morreu na madrugada do dia 21 de dezembro desse ano, como consequência de uma insuficiência cardíaca em seu apartamento do bairro de San Telmo. Seus restos mortais foram sepultados no dia 22 de dezembro no Cemitério de Chacarita, mas alguns anos depois, foram retirados e cremados.
Sua morte encerrou o ano fatídico para a história do rock argentino. Vale lembrar que, no decorrer dos últimos anos da década de 1980, também morreram Alexandre De Michele (20 de maio de 1983; vinte e oito anos), Luca Prodan (22 de dezembro de 1987; trinta e quatro) e Miguel Avô (26 de março de 1988; quarenta e dois), marcando assim o fim da era do rock argentino "ochentoso".

## Legado
Seu legado continua vigente através de diferentes reconhecimentos realizados nesses anos: a edição de três discos tributo (Sou moderna: Bandas dos anos noventa cantam a Virus, 2000; Tomo o que encontro: 19 versões de Virus, 2004; e Intimidou o meu coração, de 2008, que recria as músicas do disco Superfícies de lazer, com a particularidade de ser o primeiro disco gestado através do Facebook), somara-se a concretização de duas amostras retrospectivas (Museo Rock, 1993, e no Centro Cultural San Martín, 2008), a edição de dois livros biográficos (Virus, uma geração, 1994, Virus, 2015, escrito por seu irmão Marcelo) e a montagem de duas esculturas (Homenagem a Federico Moura, Chaco, 2006, e Federico Moura, Passeio de Prevenção, Buenos Aires, 2006). Todas estas homenagens são unânimes em lembrar dele como uma influência decisiva na modernização do rock posterior à última ditadura militar na Argentina.
Entre o hedonismo e jogos de palavras, suas letras falam de encontros entre as pessoas, de sexo e contato físico, sendo uma das mais lúcidas respostas contra a asfixia imperante tanto durante a ditadura, como durante o retorno à democracia na Argentina, quando houve "tantos ódios para curar".
- 1981: Wadu Wadu
- 1982: Recrudece
- 1983: Fuego interno
- 1984: Relax
- 1985: Locura
- 1986: Virus Vivo
- 1987: Superficies de placer